# Bogdănița
Bogdăniţa é uma comuna romena localizada no distrito de Vaslui, na região de Moldávia. A comuna possui uma área de 48.68 km² e sua população era de 1561 habitantes segundo o censo de 2007.